# Wolfgang Hromadka
Wolfgang Hromadka (* 26. Dezember 1937 in Aussig, Tschechoslowakei) ist ein deutscher Jurist und emeritierter Professor an der Universität Passau.

## Leben
Hromadka verbrachte seine Kindheit in Aussig, Heringen/Helme und Frankfurt am Main. 1957 legte er am Heinrich-von-Gagern-Gymnasium in Frankfurt am Main das Abitur ab. Im gleichen Jahr nahm Hromadka in Frankfurt ein Studium der Rechtswissenschaften auf, das er später an der Universität München und der Freien Universität Berlin fortsetzte. Nach der Ersten Juristischen Staatsprüfung 1962 wurde er Referendar im OLG-Bezirk Frankfurt am Main. 1967 schloss er seine juristische Ausbildung mit der Zweiten Juristischen Staatsprüfung ab. Im Anschluss wurde Hromadka wissenschaftlicher Assistent bei Hans Peter an der Universität Zürich. Im Januar 1969 wurde er mit der Untersuchung Die Entwicklung des Faustpfandprinzips im 18. und 19. Jahrhundert zum Dr. iur. promoviert. Anschließend wechselte Hromadka in die Wirtschaft. Hier war er zunächst Vorstandsassistent im Personal- und Sozialwesen der Hoechst AG, 1973 Leiter der für Arbeiter zuständigen Personalabteilung und 1976 Personaldirektor der Messer Griesheim GmbH.
1978 habilitierte sich Hromadka an der Universität Gießen mit einer von Alfred Söllner betreuten Arbeit zum Thema Das Recht der leitenden Angestellten, Zu Recht, Geschichte und Soziologie. 1985 nahm Hromadka einen Ruf an die Universität Passau an, wo er bis zu seiner Emeritierung 2003 den Lehrstuhl für Bürgerliches Recht, Arbeitsrecht und Wirtschaftsrecht innehatte.
1990 war Hromadka Gastprofessor an der Humboldt-Universität Berlin. Einen Ruf an diese Universität lehnte er 1992 ab. Seit 1997 ist er Gastprofessor an der Karls-Universität Prag, von 1999 bis 2008 war er Mitglied des Verbandsausschusses des Deutschen Arbeitsgerichtsverbandes.
Hromadka war ab 1977 ehrenamtlicher Richter am Arbeitsgericht Frankfurt am Main, ab 1979 ehrenamtlicher Richter am Hessischen Landesarbeitsgericht und zwischen 1982 und 2018 ehrenamtlicher Richter am Bundesarbeitsgericht. Von 2003 bis 2012 war er zudem Richter am Verwaltungsgericht der Bank für Internationalen Zahlungsausgleich in Basel, zwischen 2010 und 2012 dessen Präsident.
1987 begründete er das Passauer Arbeitsrechtssymposion, 2001 das deutsch-tschechische Rechtsfestival und 2011 zusammen mit Frank Maschmann die Stiftung Theorie und Praxis des Arbeitsrechts (Wolfgang-Hromadka-Stiftung).
Hromadka wurde im Jahr 2001 die Ehrendoktorwürde der Westböhmischen Universität in Pilsen verliehen. Er wurde 1998 zudem mit der Gedenkmedaille anlässlich der 650-Jahr-Feier der Karls-Universität Prag und 2000 mit der Ehrenmedaille der Universität Pilsen geehrt. Seit 2003 ist Hromadka Träger der Goldenen Ehrennadel des Verband angestellter Akademiker und leitender Angestellter der chemischen Industrie. Von 1998 bis 2019 war Hromadka Sprecher des Publizistischen Beirats der Zeitschrift Arbeit und Arbeitsrecht.

## Ehrungen
- 2013: Verdienstkreuz 1. Klasse der Bundesrepublik Deutschland